# Janet King
Janet King es una miniserie australiana estrenada el 27 de febrero del 2014 por medio de la cadena ABC1.
La miniserie es una secuela de la serie Crownies.
La serie ha contado con la participación invitada de los actores Gary Sweet, Marcus Graham, Andy Anderson, Marshall Napier, Aaron Jeffery, Nicholas Hope, Doug Scroope, Zoe Carides, John Howard, Doris Younane, Heather Mitchell, Caleb Alloway, Stuart Alexander Cox, Aaron Glenane, entre otros...
En mayo del 2016 se anunció que la serie había sido renovada para una tercera temporada, la cual recibió el nombre de "Janet King: Playing Advantage" y se estrenó el 25 de mayo del 2017.

## Historia
La serie gira en torno a los aspectos legales que llegan a las manos de los fiscales.
Durante el inicio de la segunda temporada Ashleigh "Ash" Larsson, es asesinada de un tiro en la espalda, lo que deja destrozada a Janet. Durante el transcurso de las investigaciones descubren corrupciones y finalmente al final se revela que Peta Vickers, era la asesina de Ash, quien buscaba vengarse de Janet por haber encerrado a su esposo, Nathan.

## Personajes[4][5]

### Personajes principales
| Actor                 | Personaje           | Trabajo                        | N.º de Episodios | Duración        |
| --------------------- | ------------------- | ------------------------------ | ---------------- | --------------- |
| Marta Dusseldorp      | Janet King          | Fiscal Principal de la Corona  | 24               | 2014 - presente |
| Damian Walshe-Howling | Owen Mitchell       | Fiscal                         | 24               | 2014 - presente |
| Peter Kowitz          | Tony Gillies        | Fiscal                         | 24               | 2014 - presente |
| Hamish Michael        | Richard Stirling    | Abogado                        | 24               | 2014 - presente |
| Andrea Demetriades    | Lina Badir-Campbell | Abogada                        | 24               | 2014 - presente |
| Christopher Morris    | Andy Campbell       | Detective Sargento             | 23               | 2014 - presente |
| Anita Heigh           | Bianca Grieve       | Sargento de la Policía Federal | 16               | 2016 - presente |
| Andrew Ryan           | Flynn Pearce        | -                              | 8                | 2017 - presente |
| Geraldine Viswanathan | Bonnie Mahesh       | -                              | 8                | 2017 - presente |
| Adam Demos            | Nate Baldwin        | -                              | 7                | 2017 - presente |
| Susie Porter          | Maxine Reynolds     | -                              | 6                | 2017 - presente |
| Steve Le Marquand     | Wes Foster          | -                              | 6                | 2017 - presente |
| Huw Higginson         | Wayne Page          | -                              | 6                | 2017 - presente |
| John Bach             | Graham King         | -                              | 5                | 2017 - presente |

### Personajes recurrentes
| Actor                                        | Personaje         | Trabajo            | N.º de Episodios | Duración                  |
| -------------------------------------------- | ----------------- | ------------------ | ---------------- | ------------------------- |
| Matilda Graham Chelsea Lucas Brooklyn Flores | Emma King Larsson | -                  | 8 6 7            | 2017 - presente 2016 2014 |
| Jude Hyland Harry Kinghorn                   | Liam King Larsson | -                  | 8 6              | 2017 - presente 2016      |
| Melissa Bonne                                | Keisha Gibson     | -                  | 7                | 2016 - presente           |
| Sarah Armanious                              | Elaheh Wilson     | -                  | 7                | 2016 - presente           |
| Genevieve Hegney                             | Deborah Larsson   | -                  | 6                | 2016 - presente           |
| Rahel Romahn                                 | Sam Nobakht       | -                  | 6                | 2016 - presente           |
| Omar Al-Sobky                                | Amil Nobakht      | -                  | 6                | 2016 - presente           |
| Cheree Cassidy                               | Susie Nobakht     | -                  | 6                | 2016 - presente           |
| Josef Ber                                    | Robbie Carter     | -                  | 5                | 2016 - presente           |
| Heidi Eichler-Cavallo                        | Jane Carter       | -                  | 5                | 2016 - presente           |
| Julia Billington                             | Karen Parker      | Soldado de Primera | 5                | 2016 - presente           |
| Terry Serio                                  | Terry Renner      | -                  | 8                | 2014 - presente           |
| Stephen Hunter                               | Felix Murphy      | -                  | 4                | 2016 - presente           |

### Antiguos personajes principales
| Actor             | Personaje              | Trabajo                                  | N.º de Episodios | Duración    | Estado |
| ----------------- | ---------------------- | ---------------------------------------- | ---------------- | ----------- | ------ |
| Aimee Pedersen    | Ashleigh "Ash" Larsson | -                                        | 16               | 2014 - 2016 | Muerta |
| Ella Scott Lynch  | Erin O'Shaughnessy     | Abogada                                  | 8                | 2014        | -      |
| Vince Colosimo    | Jack Rizzoli           | Superintendente en Jefe                  | 8                | 2014        | -      |
| Leah Purcell      | Heather O'Connor       | -                                        | 8                | 2016        | -      |
| Leeanna Walsman   | Peta Vickers           | Criminal                                 | 7                | 2016        | -      |
| Philip Quast      | Lincoln Priest         | Fiscal general                           | 5                | 2016        | -      |
| Ewen Leslie       | Patrick Boccaro        | -                                        | 5                | 2016        | -      |
| Sonia Todd        | Gail Jones             | Abogada                                  | 5                | 2014        | -      |
| Tiriel Mora       | Granville Renmark      | Juez                                     | 4                | 2014        | -      |
| Lewis Fitz-Gerald | David Sinclair         | Director del Ministerio Público y Fiscal | 4                | 2014        | -      |
| Indiana Evans     | Tatum Novak            | Abogada                                  | 4                | 2014        | -      |
| Robert Mammone    | Darren Faulkes         | -                                        | 4                | 2017        | -      |
| Gary Sweet        | Roger Embry            | -                                        | 3                | 2016        | -      |
| Aaron Jeffery     | Simon Hamilton         | Mayor                                    | 3                | 2016        | -      |
| Don Hany          | Clay Nelson            | -                                        | 2                | 2017        | -      |
| John Howard       | Steven Blakely         | Oficial de la Policía                    | 2                | 2014        | -      |
| Arka Das          | Ravi Hasan             | -                                        | 1                | 2017        | -      |

### Antiguos personajes recurrentes
| Actor            | Personaje       | Trabajo                     | N.º de Episodios | Duración | Estado |
| ---------------- | --------------- | --------------------------- | ---------------- | -------- | ------ |
| Jeanette Cronin  | Tracey Samuels  | Gerente de Recursos Humanos | 8                | 2014     | -      |
| Akos Armont      | Drew Blakely    | -                           | 8                | 2014     | -      |
| Harriet Dyer     | Maya Blakely    | -                           | 8                | 2014     | -      |
| Cody Kaye        | Todd Wilson     | -                           | 5                | 2016     | Muerto |
| Deborah Kennedy  | Dianne Vaslich  | -                           | 4                | 2014     | -      |
| Darren Gilshenan | Alex Moreno     | -                           | 4                | 2014     | -      |
| Julian Garner    | Brian Vincent   | -                           | 4                | 2014     | -      |
| Andrew Henry     | Brett Bonar     | -                           | 4                | 2016     | Muerto |
| Andrew McFarlane | Keith Nelson    | -                           | 3                | 2014     | -      |
| Jessica Napier   | Caroline Martin | Detective                   | 3                | 2014     | -      |
| Mitchell Butel   | Tim Dolan       | -                           | 2                | 2016     | -      |
| Jason Chong      | Bao Long        | -                           | 2                | 2016     | -      |

## Premios y nominaciones
| Año  | Categoría                                            | Premio      | Nominado          | Resultado |
| ---- | ---------------------------------------------------- | ----------- | ----------------- | --------- |
| 2016 | Best Guest Or Supporting Actor In A Television Drama | AACTA Award | Hamish Michael    | Nominado  |
| 2016 | Best Editing In Television                           | AACTA Award | Nicole La Macchia | Nominada  |
| 2015 | Most Outstanding Actress                             | Logie Award | Marta Dusseldorp  | Nominada  |
| 2015 | Most Outstanding Drama Series                        | Logie Award | Janet King        | Nominado  |
| 2015 | Lead Actress in a Television Drama                   | AACTA Award | Marta Dusseldorp  | Ganó      |
| 2015 | Best Drama Series                                    | AACTA Award | Janet King        | Nominado  |

## Producción
La miniserie fue producida por Karl Zwicky y cuenta con los coproductores Jane Allen y Lisa Scott. Mientras que los escritores son Greg Haddrick, Jane Allen, Kris Mrksa y Shaun Grant.
En vez de que la serie Crownies tuviera una segunda temporada los productores decidieron hacer un spin-off, el cual se centraría más en los aspectos legales. También anunciaron que varios de los personajes de Crownies regresaran para el spin-off.
El 30 de junio del 2015 se anunció que la serie había sido renovada para una segunda temporada, la cual fue estrenada el 24 de marzo del 2016.

### Emisión en otros países
| País   | Cadenas | Fecha de Inicio | Fecha de Finalización |
| ------ | ------- | --------------- | --------------------- |
| Canadá | -       | 2014            | -                     |